# Cacostegania confusa
Cacostegania confusa là một loài bướm đêm trong họ Geometridae.